# Torreta de Chiva
La torreta de Chiva es una torre, parte del antiguo recinto amurallado de Chiva, España. Se encuentra en la calle de la Olivera, 25.
Es bien de interés cultural con código 46.18.111-004 y anotación ministerial R-I-51-0010537 de 11 de junio de 2000.

## Descripción
Tiene planta rectangular, con una fachada de alrededor de 12 metros y una profundidad de 6 metros. Su altura alcanza también los 12 metros. No conserva el almenado típico de las torres defensivas. Sus muros son lisos. Tres de ellos, incluyendo la fachada, están realizados en tapial asentado sobre sillares, mientras que el cuarto, lateral, fue construido en tapial de tierra con gran porcentaje de cal, más grava y arena (calicostral). Para el interior de la torre se utilizó mortero de yeso.
Está formada por una planta baja (en la que pueden verse los restos de un primitivo arco de medio punto de piedra, posteriormente ensanchado, posiblemente para facilitar la entrada de carros) y dos plantas superiores. Las paredes se encuentran alicatadas con azulejos valencianos datados del siglo XIX, pudiéndose distinguir en uno de ellos el año 1878. Su cubierta es de teja árabe de una sola agua.
El edificio se encuentrea el barrio de Bechinos, de trazado medieval, con calles y callejones estrechos, a veces sin salida, situados sin planificación previa.
Hay viviendas adosadas en dos de los laterales. El 8 de septiembre de 2011, se inauguró la restauración de la Torreta, que pasó a estar destinada a actividades culturales, como espacio multicultural.

## Historia

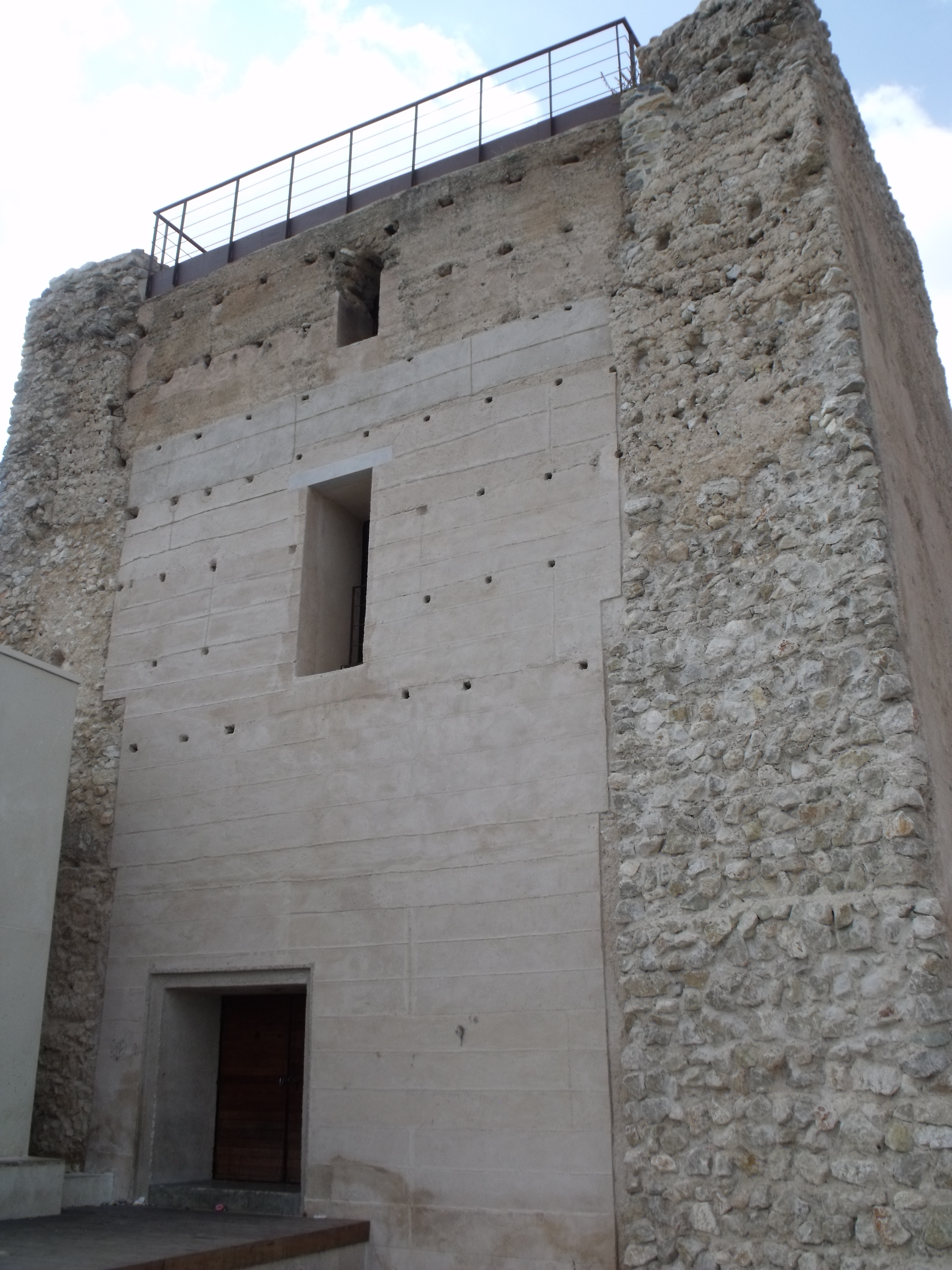

Algunas versiones le atribuyen origen visigodo, mientras que otras la datan en el siglo XI, XII o XIII.
La Torreta era parte del recinto amurallado de Chiva, existiendo documentación que acredita que a mediados del siglo XVII el recinto estaba aún completo y disponían de tres accesos. A principios del siglo XXI solo puede contemplarse un trozo de muro. Pese a ello y a que la técnica constructiva empleada en la misma es ciertamente islámica, al carecer de documentación escrita, resulta muy difícil fijar su datación.